# Drowning Girl
Drowning Girl (aussi connu sous le nom de I Don't Care! I'd Rather Sink) est un tableau de Roy Lichtenstein de 1963, basé sur une œuvre originale de Tony Abruzzo. Le tableau est considéré comme l'une des principales œuvres de Roy Lichtenstein avec Look Mickey et Whaam!. Peinture représentative du mouvement pop art, Drowning Girl est acquise par le Museum of Modern Art de New York en 1971.
Utilisant la peinture à l'huile et la peinture acrylique sur toile, le tableau s'inspire d'une case d'une bande dessinée de DC Comics de 1962, dont il reprend les éléments graphiques et narratifs. On y trouve également des références à La Grande Vague de Kanagawa de Hokusai ainsi qu'aux peintres modernistes Jean Arp et Joan Miró. Son graphisme, utilisant notamment des points Benday, fait écho au thème de la reprographie cher à Roy Lichtenstein.
Drowning Girl présente une femme en pleurs dans une mer agitée. Reprenant les codes de la bande dessinée, un phylactère énonce : « I Don't Care! I'd Rather Sink — Than Call Brad For Help! » (en français : « Je m'en fiche ! Je préfère couler — plutôt que d'appeler Brad à l'aide ! »). Le tableau a été décrit comme un « chef-d’œuvre du mélodrame ». Il est l'une des premières œuvres de Roy Lichtenstein à dépeindre une femme dans une situation tragique, un thème récurrent pour l'artiste au milieu des années 1960. C'est également l'une des peintures de Roy Lichtenstein à mentionner un certain Brad, qui n'apparaît pas sur la toile.

## Historique

### Contexte
À la fin des années 1950 et au début des années 1960, plusieurs peintres américains commencent à intégrer l'imagerie et les motifs des comics dans leur art. En 1958, Roy Lichtenstein, alors peintre abstrait, réalise ses premiers dessins inspirés de la bande dessinée. Andy Warhol s'approprie également ce style en 1960, année où il peint plusieurs toiles basées sur des sujets de bande dessinée. Sans connaître le travail d'Andy Warhol, Roy Lichtenstein produits ses tableaux Look Mickey et Popeye en 1961. Malgré ses sérigraphies de comic strip, Andy Warhol semble préférer se consacrer aux Campbell's Soup Cans, estimant le travail de Roy Lichtenstein plus abouti en matière de bande dessinée. Il dit notamment : « Je dois faire quelque chose qui aura beaucoup d'impact, qui sera suffisamment différent de Lichtenstein et de James Rosenquist, qui sera très personnel, qui n'aura pas l'air d'être exactement ce qu'ils font »,.

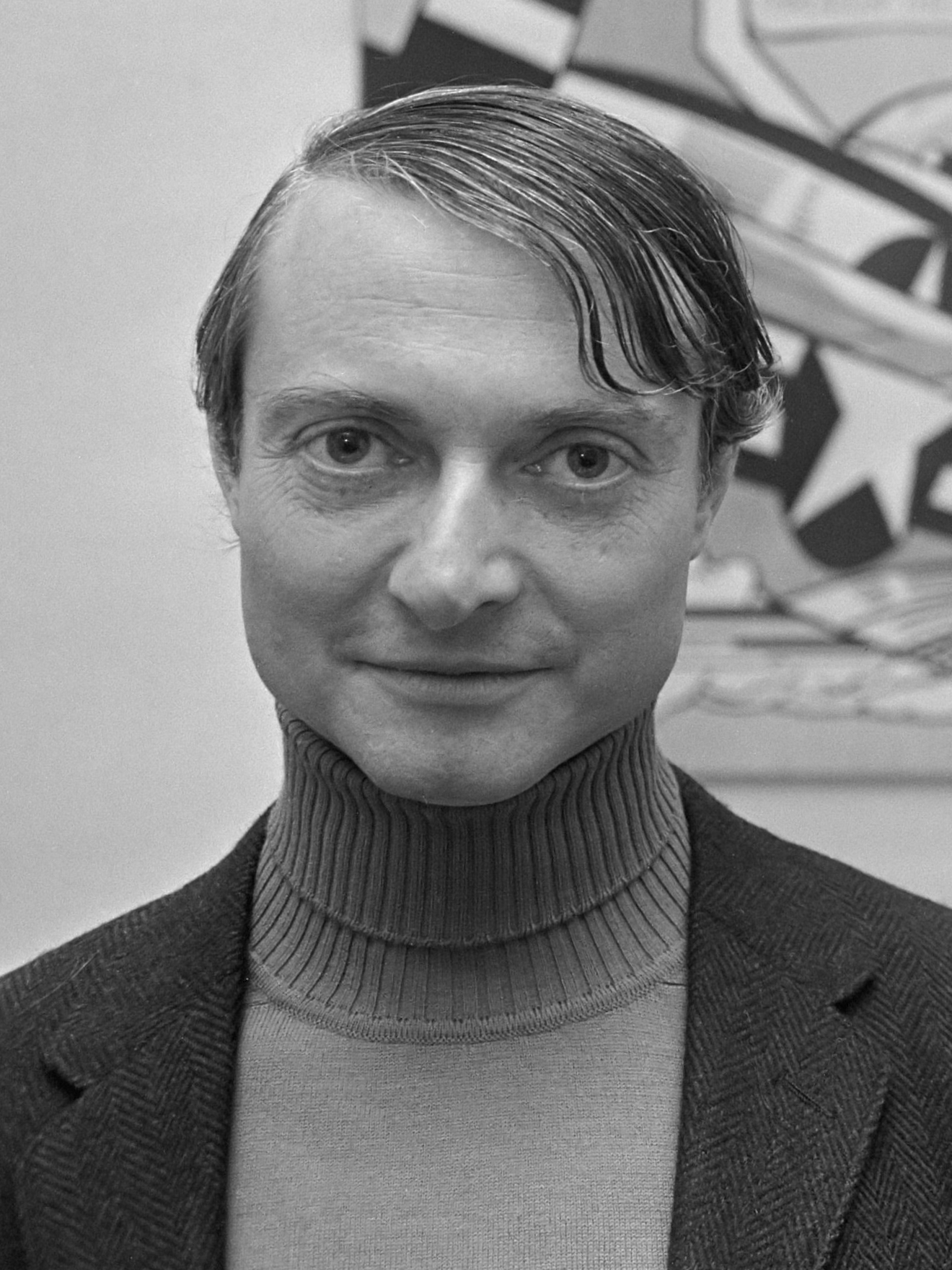
Roy Lichtenstein.

Lors de son passage aux comics, Roy Lichtenstein y applique des couleurs simplifiées et des techniques d'impression commerciales. Son style est simple, bien cadré et comprend des couleurs audacieuses souvent entourées d'épaisses bordures. Il représente les variations de tons par des cercles colorés, qui imitent les points Benday utilisés pour l'impression de journaux. D'après PBS, son style s'approche de celui de la ligne claire associée à Hergé. Parlant de sa technique, Roy Lichtenstein précise : « Je prends un cliché et tente d'en organiser les formes pour qu'il devienne monumental »,.
Drowning Girl symbolise l'évolution du style « bande dessinée » de Roy Lichtenstein, qui en 1961 marquait déjà un tournant vis-à-vis de son expressionnisme abstrait. L'artiste se consacre désormais à des sujets plus sérieux que le dessin animé, comme les histoires d'amour et la guerre. Roy Lichtenstein dit alors : « J'étais particulièrement enthousiaste, et très intéressé, par la façon à la fois hautement émotionnelle et pourtant détachée et impersonnelle de gérer l'amour, la haine, la guerre, etc. dans ces images de bande dessinée »,,. Après avoir publié quatre œuvres inspirées de Pablo Picasso entre 1962 et 1963, Roy Lichtenstein aurait pu être influencé par les représentations de femmes en larmes de l'artiste espagnol, thème qu'il reprend dans Hopeless et Drowning Girl. Ces représentations de femmes en détresse pourraient également être liées à la vie personnelle de Roy Lichtenstein au début des années 1960. En effet, son premier mariage avec Isabel Wilson — avec qui il a deux fils — dure de 1949 à 1965, l'année 1963 marquant leur séparation,.

### Conception
En 1963, Roy Lichtenstein parodie diverses sources : des illustrations publicitaires, des images de bande dessinée et des œuvres d'art moderne. Ses principales réalisations représentent un « canon » d'art mélangeant un grand art (high art), notamment des œuvres de Cézanne, Mondrian et Picasso, et un art moins reconnu (low art) qu'est la bande dessinée. À l'époque, Roy Lichtenstein remarque : « Les choses que j'aurais parodiées sont en fait celles que j'admire »,. Lorsqu'il produit Drowning Girl, Roy Lichtenstein explore l'« industrialisation de l'émotion », ses histoires d'amour issues des comics représentant souvent des passions contrariées et stéréotypées.
Pour réaliser ses peintures, Roy Lichtenstein utilise alors un épiscope, à partir d'un premier dessin. Il décrit sa technique de la sorte : « Aussi directement que possible… À partir d'un cartoon, d'une photographie ou autre chose, je dessine une petite image – la taille qui pourra rentrer dans mon épiscope… Je ne dessine pas une image pour la reproduire – je le fais pour la recomposer… Je projette le dessin sur une toile et le dessine au crayon puis je joue avec le dessin jusqu'à être satisfait »,.
Drowning Girl est dérivé de la splash page (première page d'une seule case d'un comic) de Run for Love!, une bande dessinée illustrée par Tony Abruzzo et lettrée par Ira Schnapp, publiée dans le numéro 83 de Secret Hearts de DC Comics en novembre 1962,,,. La peinture Hopeless, produite la même année par Roy Lichtenstein, est également inspirée d'une case de Run for Love!,.

### Exposition

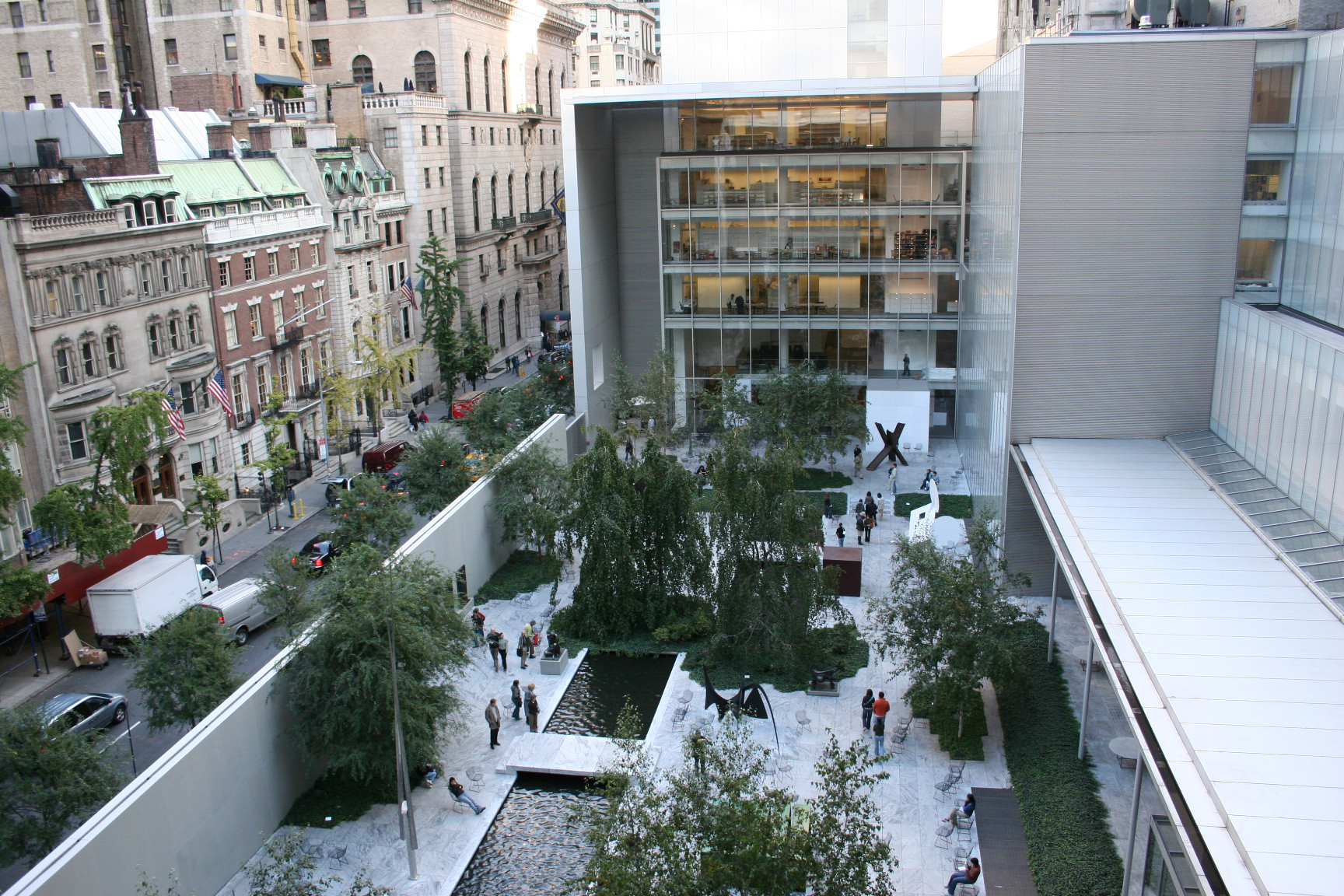
Drowning Girl fait partie de la collection du Museum of Modern Art depuis 1971.

En 1962, la première exposition solo de pop art de Roy Lichtenstein à la galerie de Leo Castelli remporte un franc succès auprès des collectionneurs. L'année suivante, Drowning Girl fait partie de la première exposition de Roy Lichtenstein à la Ferus Gallery de Los Angeles en avril 1963, avec d'autres œuvres de 1962 et 1963 comme Masterpiece et Portrait of Madame Cézanne (en). Le tableau est également présenté lors de la deuxième exposition solo de Lichtenstein à la galerie Castelli, de septembre à octobre 1963, aux côtés de Torpedo...Los! et Whaam!. La campagne de communication de l'exposition inclus le lithographe Crak!. Art Magazine, dans son numéro de novembre 1963, désigne Drowning Girl comme l'une des peintures les plus puissantes de l'exposition. Cependant, le nom de l'œuvre n'est pas encore universellement connu, certains l'appelant I Don't Care! I'd Rather Sink. Au XXIe siècle, ce titre reste une alternative au titre original.
Drowning Girl est acheté par Virginia et Bagley Wright, promoteur immobilier de Seattle et important collectionneur d'art contemporain. En 1971, le Museum of Modern Art (MoMA) de New York acquiert la toile auprès des époux Wright grâce à la vente d'une œuvre moins cotée de Roy Lichtenstein, Flatten — Sand Fleas !, achetée en 1966 grâce au fonds Philip Johnson. Drowning Girl rejoint la collection du MoMa en décembre 1971.
La toile est parfois exposée dans d'autres lieux lors d'exposition temporaires en lien avec le musée new-yorkais, telles Roy Lichtenstein: A Retrospective — présentée à l'Art Institute of Chicago (Chicago), à la National Gallery of Art (Washington), à la Tate Modern (Londres) ou au Centre Pompidou (Paris) en 2012-2013, — ou l'exposition « Être moderne : le MoMA à Paris » à la Fondation Louis Vuitton en 2017-2018. Lors de ses présentations en France, le nom de l'œuvre est traduit en Fille qui se noie ou Jeune femme se noyant.

## Description
Drowning Girl est réalisée avec de la peinture à l'huile et de la peinture acrylique sur une toile de 171,6 cm sur 169,5 cm.
Le tableau représente une femme qui préfère se laisser emporter par l'océan plutôt que d'appeler à l'aide. La version de Roy Lichtenstein ne conserve du comic original que la mer et une partie du corps de la femme : sa tête, son épaule et sa main, dépassant à peine des flots. Alors que ses yeux sont fermés, des larmes semblent en sortir. Le cadre étant centré sur le visage du sujet, le spectateur ne peut pas savoir ce qu'il s'est passé avant cette scène, ni deviner la suite. Alors que certaines sources parle de cette femme comme d'une héroïne, en tant que personnage central d'une œuvre de fiction, d'autres rejettent ce terme en l'absence de tout héroïsme dans ses actions.
D'après The Grove Encyclopedia of American Art, au début des années 1960, la principale caractéristique du travail de Roy Lichtenstein est « l'élargissement et l'unification de sa matière source »,. Alors que certains auteurs estiment que les modifications de l'œuvre originale ne sont pas significatives, Roy Lichtenstein a apporté plusieurs changements importants. L'image est grandement recadrée : le petit-ami de la femme se noyant n'apparaît plus dans le fond de l'image accroché à son canot, la femme elle-même semble seule et encerclée par une vague menaçante. La bulle, prononcée par le personnage principal, est également modifiée : « I don't care if I have a cramp! » (« Je m'en fiche d'avoir une crampe ! ») devient « I don't care! » (« Je m'en fiche ! ») et le prénom de Mal devient Brad,.
Roy Lichtenstein utilise la technique des points Benday : des petits points colorés dont l'espacement ou le rapprochement permet de créer des nuances et colorer une toile. L'artiste est connu pour son utilisation de cette technique, d'inspiration industrielle et faisant référence à l'imagerie publicitaire et au monde de l'impression,. Finalement, seules quelques couleurs ressortent de la peinture : du rose pâle pour la peau de la jeune femme, du rose pour ses lèvres, du bleu foncé pour ses cheveux ondulés et une alternance de bleu clair et de noir dans les vagues, signalant la noyade du personnage.

## Analyse

### Débat sur l'appropriation et le travail de Roy Lichtenstein
Drowning Girl est un exemple du travail d'appropriation de Roy Lichtenstein,, qui consiste à utiliser des images préexistantes — notamment issues de publicités ou de comics — avec peu d'altérations. Au début des années 1960, cette utilisation de bandes dessinées est sujette à débat. En 1963, Brian O'Doherty écrit dans The New York Times que Lichtenstein est « l'un des pires artistes en Amérique [et qu'il] tente de faire passer des vessies pour des lanternes »,. Un article de Time de 1964 insiste sur le fait que son travail n'est qu'une copie de la banalité. Everett Kinstler remet en question ses talents artistiques, estimant qu'aucun éditeur de bande dessinée ne l'aurait employé car il ne sait pas traduire les émotions d'une histoire à travers les expressions faciales et corporelles. Les collectionneurs d'arts sont cependant davantage enthousiastes. D'autres critiques défendent également son travail, faisant de lui une « cause célèbre » dans le monde artistique.
Face aux critiques, Roy Lichtenstein précise : « Mon travail est en réalité différent des comic strips car chaque marque est vraiment à un endroit différent, bien que la différence soit légère pour certains. La différence est souvent peu grande, mais elle cruciale »,. Selon le Museum of Modern Art, Drowning Girl invite à s'interroger sur le droit d'auteur, le style et la valeur que la société attribue à chaque forme d'art.
Bien que le caractère artistique de son œuvre soit finalement reconnu, Roy Lichtenstein est toujours critiqué par certains, notamment dans le milieu de la bande dessinée, pour être devenu millionnaire en reprenant le travail d'autres artistes sans les créditer, ni leur verser de royalties,. Avec Deconstructing Lichtenstein (en français : « Déconstruire Lichtenstein »), David Barsalou consacre plusieurs décennies à retrouver les œuvres originales ayant été reproduites par Roy Lichtenstein. Il publie notamment plus de 1 200 images sur Flickr, en créditant les auteurs originaux. Ce sujet revient régulièrement dans l'actualité, notamment à l'occasion d'expositions sur Roy Lichtenstein. En 2021, l'auteur de bandes dessinées Neil Gaiman critique sévèrement le Museum of Modern Art : dans sa description de Drowning Girl, le musée ne mentionne que DC Comics et ne fait aucune référence à Tony Abruzzo, illustrateur de l'œuvre originale. La description de l'œuvre sur le site internet du MoMA, modifiée en 2021, fait désormais référence à Tony Abruzzo.

### Commentaires sur le style de l'œuvre
La toile est peinte lorsque Roy Lichtenstein utile particulièrement les points élargis, le recadrage et l'agrandissement de sa source. Diane Waldman, conservatrice du musée Solomon R. Guggenheim, écrit en 1993 que Drowning Girl est une pierre angulaire de la carrière de l'artiste grâce à « son incroyable sens de la structure, sa capacité à utiliser une courbe radicale et la transformer »,. Pour The Grove Encyclopedia of American Art, Roy Lichtenstein « renforce les aspects formels de la composition [et] fige l'émotion et l'action ». Contrairement à la bande dessinée, la peinture ne représente qu'un instant d'une histoire, toutefois Drowning Girl fait partie des toiles pour lesquelles Roy Lichtenstein choisit un « moment lourd de sens » (en anglais : pregnant moment). Pour Wendy Steiner, l'utilisation du participe présent dans ses titres (Drowning Girl ou Crying Girl) renforce ce lien avec l'action.
La technique minimaliste et la simplicité des motifs visent à rappeler le caractère non-réaliste des comics. Il s'agirait également d'une critique de l'Amérique industrielle contemporaine, que l'artiste semble finalement accepter. Gary Garrels du Museum of Modern Art parle d'une « poésie du complètement banal, de la banalité déplacée »,. L'utilisation des points Benday fait référence aux techniques à faible budget des comics et vise à faire tomber la cloison entre l'art et les médias populaires.
Par rapport à l'œuvre originale, Roy Lichtenstein choisit de centrer l'attention sur le personnage féminin, éliminant les éléments pouvant distraire le spectateur : le bateau chavirant, l'homme perplexe ou le paysage marin. Il décale également le phylactère, pour que la femme se retrouve enveloppée dans un tourbillon d'écume blanche. Ses cheveux, de couleur bleu de cobalt, imitent les remous de la mer. L'utilisation du noir par Lichtenstein dans cette œuvre est remarquée. En particulier, les ondulations des cheveux du personnage sont vues comme une possible référence aux arabesques de Jackson Pollock.

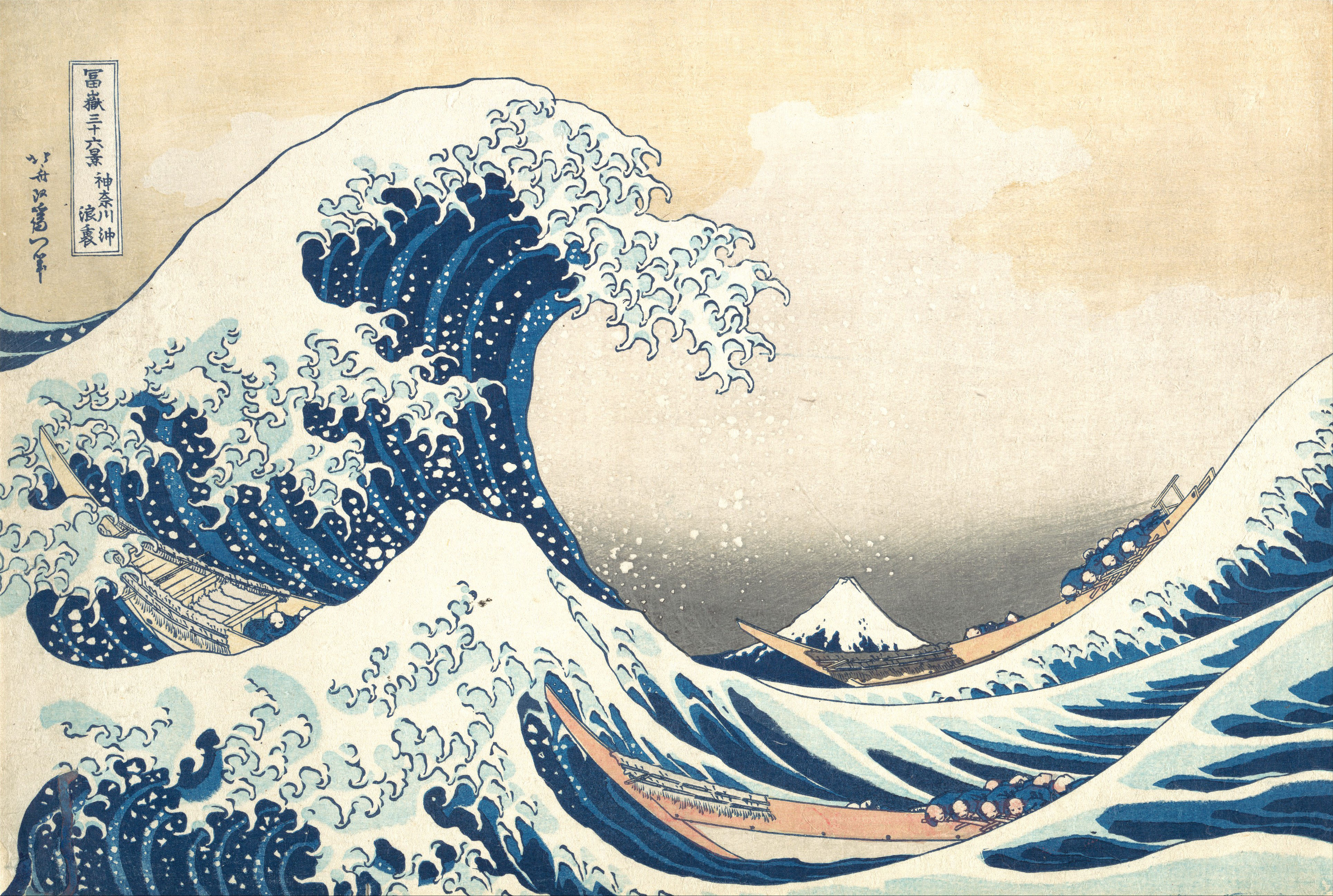
Roy Lichtenstein reconnaît l'influence de La Grande Vague de Kanagawa de Hokusai sur Drowning Girl.

Dans la version de Roy Lichtenstein, le dessin des vagues est plus décoratif et rend la situation moins alarmante pour le spectateur. L'artiste et les critiques reconnaissent Hokusai et l'Art nouveau comme des sources d'inspiration pour l'arabesque des vagues,. D'après Roy Lichtenstein : « Dans Drowning Girl, l'eau est non seulement Art Nouveau, mais elle peut aussi être vue comme du Hokusai. Je  ne l'ai pas faite ainsi pour simplement ajouter d'autres références. Les bandes dessinées elles-mêmes ressemblent parfois à d'autres périodes artistiques – peut-être sans le savoir… On dirait des petits vagues de Hokusai dans Drowning Girl. Mais l'original n'était pas très clair à ce propos –  pourquoi devrait-il l'être ? J'ai vu cela et ai poussé un peu plus, jusqu'à ce que la référence soit accessible à la plupart des gens »,.
Les vagues de Drowning Girl « rappellent [donc] aussi bien Hokusai que les formes biomorphes de Arp and Miró ». Voyant un lien entre la bande dessinée originale et La Grande Vague de Kanagawa de Hokusai, Roy Lichtenstein souhaite que son travail soit un pont entre les deux œuvres. À nouveau, il s'agit pour Lichtenstein de démontrer que le « grand art » (high art) n'est pas si éloigné des formes d'arts considérées comme moins importantes (low art).

### Une satire mélodramatique
Drowning Girl présente une jeune femme littéralement noyée dans ses propres émotions, à l'évidence blessée par un certain Brad. D'après The Oxford Dictionary of American Art and Artists, Drowning Girl « mélange clichés, mélodrame, pathos et absurdité ». Pour Sarah Rich et Joyce Henri Robinson, le tableau « fait la satire du mélodrame des soap operas et des comics, transformant le drame du potentiel suicide de l'héroïne en une grande performance camp »,. L'image est en effet typique du travail de Lichtenstein, où les personnages de bande dessinée répondent à une situation d'une manière clichée. L'artiste amplifie dans son œuvre le contraste entre un contexte tragique et le comportement détaché de l'héroïne, déjà présent dans la bande dessinée.

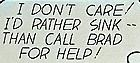
Le contenu narratif, avec sa formule « Je m'en fiche ! Je préfère couler » (I Don't Care! I'd Rather Sink), participe au sentiment mélodramatique.

Ce côté cliché et absurde donne à la toile une surprenante touche d'humour, en particulier auprès d'un public adulte qui peut se souvenir de ses propres attentes vis-à-vis de l'amour à l'adolescence. Le contenu narratif, important dans le travail de Roy Lichtenstein, permet d'impliquer le spectateur. Cette critique des mythes romantiques occidentaux, prégnante dans l'art après la Seconde Guerre mondiale, est aussi à mettre en parallèle avec la vie personnelle de Roy Lichtenstein, alors en pleine séparation.
Drowning Girl possède cependant un côté plus inquiétant, en raison de son cadrage parfois qualifié de « claustrophobe » et de l'avenir incertain de son personnage principal. Cette femme apparaît en effet « dans un état suspendu de détresse », au milieu d'un tourbillon,. À rebours de la vision satirique, certains universitaires tels Jonathan Benthall estiment par ailleurs que cette apparente immaturité de l'héroïne peut au contraire renvoyer au concept chrétien du martyr et symboliser la dignité et le courage de la femme idéale.

### L'image de la femme dansDrowning Girl
Avec Hopeless et In the Car, datant également de 1963, Drowning Girl est un exemple du travail de Roy Lichtenstein sur des femmes issues de la bande dessinée qui se retrouvent misérables à cause d'histoires d'amour. Son titre met d'ailleurs l'accent sur la fragilité de son sujet en utilisant le terme girl (fille) et non woman (femme). Après Drowning Girl, Roy Lichtenstein continue à représenter des « filles d'à côté » dans un état émotionnel précaire. Elodie Ratsimbazafy de France Info remarque que les femmes représentées par Roy Lichtenstein sont toujours « jeunes, jolies et impeccablement coiffées (même lorsqu'elles se noient) », comme dans Drowning Girl.
Kristen Congdon souligne dans The Guide to United States Popular Culture que cette femme qui se noie n'a rien d'une héroïne et qu'elle ne fait que flatter l'égo masculin. Diane Waldman partage cette analyse. Pour elle, en isolant les personnages féminins de leur contexte original, Roy Lichtenstein les positionne comme des objets décoratifs, pour le regard de l'homme. Elle ajoute que l'artiste représente les femmes comme il représente des produits de consommation : « elles sont les produits d'une culture qui place le glamour du 7e art et les objets de consommation avant la dignité humaine et la réussite individuelle ou collective »,.
Pour certains auteurs, Roy Lichtenstein parodierait au contraire cette image de la femme parfaite, qui reste pourtant à la merci de ses émotions. Pour Sam Parker notamment, l'artiste cherche à tourner en ridicule les stéréotypes de genre de l'époque. Son travail sur ces stéréotypes serait d'ailleurs accentué par ses partis pris graphiques. Drowning Girl est cité dans un article du webzine Salon sur les proto-féministes du pop art, pour son héroïne qui préfère se noyer que d'appeler Brad à l'aide. Dans un article publié sur The Conversation, Catherine Spencer souligne l'obsession de Roy Lichtenstein pour le machisme et la misogynie et estime que le débat reste ouvert : l'œuvre critique-t-elle la fétichisation des femmes ou reproduit-elle ces stéréotypes de genre ?
Pour Poul Erik Tøjner, directeur du Musée d'Art moderne Louisiana, le tableau est un excellent exemple des œuvres de « perdition post-coïtale » de Roy Lichtenstein. Il souligne l'érotisme de cette peinture, liant la bouche ouverte de la protagoniste à une forme vaginale et comparant ses larmes au résultat d'une éjaculation. Janis Hendrickson voit également de l'érotisme dans cette scène : la femme semble allongée dans la mer comme dans un lit, « un mélange d'érotisme et de dernière demeure »,.

### Le personnage de Brad
Roy Lichtenstein recadre l'image originale et sort le personnage masculin de son tableau. Aussi, le spectateur n'a aucun moyen de savoir qui est Brad et pourquoi cette femme refuse son aide. Selon l'historien de l'art Juan Antonio Ramírez, le travail de Roy Lichtenstein séduit grâce à cette invitation à reconstruire l'histoire, pour notamment répondre à la question « qui est Brad ? ».
En changeant le prénom du personnage masculin Mal, qu'il exclut pourtant de sa toile, Roy Lichtenstein tente de modifier la perception du petit-ami. En français et en anglais, le mot ou préfixe « mal » a une connotation négative. Plusieurs auteurs estiment que ce changement de prénom implique que Brad finira par sauver la jeune femme,. Roy Lichtenstein le confirme dans une interview : « Drowning Girl aurait pu s'intituler « Aide-moi » [car] la fille ne s'est pas noyée, Brad l'a sauvée et ils vécurent heureux et eurent beaucoup d'enfants […] le titre n'a aucune importance […] et ne sert qu'à l'archivage »,.
Le prénom Brad apparaît dans plusieurs autres toiles de Roy Lichtenstein, où il semble être le petit-ami des « héroïnes » de l'artiste. À propos d'une autre œuvre (I Know… Brad), Roy Lichtenstein explique que ce prénom lui paraît héroïque et qu'il permet une simplification excessive des clichés.

## Postérité
Avec Look Mickey et Whaam!, Drowning Girl est considéré comme l'une des œuvres les plus connues de Roy Lichtenstein et comme l'un de ses travaux les plus influents,,. En 2005, Gary Garrels du Museum of Modern Art souligne que Roy Lichtenstein a transformé « une image figée dans le temps et l'espace en une présence iconique »,. Ce caractère iconique de Drowning Girl est souvent souligné dans la presse,.
En 2013, à l'occasion de la rétrospective sur Roy Lichtenstein, Sam Parker du Huffington Post décrit Drowning Girl comme « le chef-d'œuvre mélodramatique » de Lichtenstein. La toile fait en effet partie des tragédies qui rendent Roy Lichtenstein populaire dans les musées.

### Citations originales
1. ↑  « I've got to do something that really will have a lot of impact that will be different enough from Lichtenstein and James Rosenquist, that will be very personal, that won't look like I'm doing exactly what they're doing. »
2. ↑  « I take a cliche and try to organize its forms to make it monumental. »
3. ↑  « I was very excited about, and very interested in, the highly emotional content yet detached impersonal handling of love, hate, war, etc., in these cartoon images. »
4. ↑  « The things that I have apparently parodied I actually admire. »
5. ↑  « As directly as possible ... From a cartoon, photograph or whatever, I draw a small picture—the size that will fit into my opaque projector ... I don't draw a picture to reproduce it—I do it in order to recompose it ... I project the drawing onto the canvas and pencil it in and then I play around with the drawing until it satisfies me. »
6. ↑  « The enlargement and unification of his source material »
7. ↑  « One of the worst artists in America [who] briskly went about making a sow’s ear out of a sow’s ear. »
8. ↑  « My work is actually different from comic strips in that every mark is really in a different place, however slight the difference seems to some. The difference is often not great, but it is crucial. »
9. ↑  « His extraordinary sense of organization, his ability to use a sweeping curve and manipulate it into an allover pattern. »
10. ↑  « The result is a poetics of the utterly baanl, of displaced ordinariness. »
11. ↑  « In the Drowning Girl the water is not only Art Nouveau, but it can also be seen as Hokusai. I don't do it just because it is  another reference. Cartooning itself sometimes resembles other periods in art – perhaps unknowingly… They do things like the little Hokusai waves in the Drowning Girl. But the original wasn't very clear in this regard – why should it be? I saw it and then pushed it a little further until it was a reference that most people will get… »
12. 1 2  « Satirizes the melodrama of soap operas and serial comics, turning the drama of the title figure's potential suicide into a high camp performance. »
13. ↑  « They are products of a culture that puts celluloid glamour and consumer objects before human dignity and individual or collective achievement »
14. ↑  « She is lying in the water as if it were a bed, a mixture of eroticism and final resting place. »
15. ↑  « 'Drowing Girl' could have been 'Help Me' [because] the girl didn't drown, Brad saves her, and they live happily ever after [consequently] the title has no significance [and] its for archival purposes. »
16. ↑  « Works inhabited by images of frozen in time and space and turned into iconic presences. »